# Zlatolist, Kărdjali
Zlatolist (în bulgară Златолист) este un sat în comuna Krumovgrad, regiunea Kărdjali,  Bulgaria situat în munții Rodopi, pe valea râului Krumovița. Majoritatea populației aparține etniei turce.

## Demografie
Componența etnică a satului Zlatolist
     Turci (98,91%)
     Nicio identificare (1,08%)
     Altele (0%)
La recensământul din 2011, populația satului Zlatolist era de 92 locuitori. Din punct de vedere etnic, majoritatea locuitorilor (98,91%) erau turci. Pentru 1,08% din locuitori nu este cunoscută apartenența etnică.